# Carlos Jacott
Carlos Jacott (28 luglio 1967) è un attore statunitense.

## Filmografia parziale

### Cinema
- Dick & Jane - Operazione furto (Fun with Dick and Jane), regia di Dean Parisot  (2005)
- Omni Loop, regia di Bernardo Britto (2024)

### Televisione
- Angel – serie TV, episodio 2x07 (1999)
- West Wing - Tutti gli uomini del Presidente (The West Wing) - serie TV, episodio 3x09 (2001)
- Desperate Housewives - serie TV, 1 episodio (2006)
- 2 Broke Girls - serie TV, 1 episodio (2014)

## Doppiatori italiani
Nelle versioni in italiano delle opere in cui ha recitato, Carlos Jacott è stato doppiato da: 
- Fabrizio Manfredi in Scalciando e strillando
- Luca Sandri in Ally McBeal
- Massimo De Ambrosis in Dick & Jane - Operazione furto
- Giorgio Locuratolo in Desperate Housewives
- Nino D'Agata in CSI: Miami
- Mauro Gravina in Psych
- Sergio Lucchetti in The Mentalist
- Tony Sansone in Better Things